# Pimpla conchyliata
Pimpla conchyliata är en stekelart som beskrevs av Tosquinet 1896. Pimpla conchyliata ingår i släktet Pimpla och familjen brokparasitsteklar. Utöver nominatformen finns också underarten P. c. aequatorialis.